# Platanistása
Platanistása är en ort i Cypern.   Den ligger i distriktet Eparchía Lefkosías, i den centrala delen av landet, 40 km sydväst om huvudstaden Nicosia. Platanistása ligger 1 028 meter över havet och antalet invånare är 180. Den ligger på ön Cypern.
Terrängen runt Platanistása är kuperad. Trakten runt Platanistása är ganska glesbefolkad, med 23 invånare per kvadratkilometer. Närmaste större samhälle är Agrós, 4,1 km sydväst om Platanistása. 